# Alex (football, 1989)
Pour les articles homonymes, voir Alex.
Alex Costa dos Santos dit Alex (né le 29 janvier 1989 à Salvador de Bahia au Brésil), est un footballeur brésilien qui évolue au poste de défenseur.